# Isabelle Härle
Isabelle Härle, née le 10 janvier 1988 à Bad Saulgau, est une nageuse allemande participant aux épreuves en eau libre.

## Carrière
Elle fait ses débuts internationaux en 2011, année où elle dispute ses premiers Championnats du monde à Shanghai et ramène à cette occasion une médaille de bronze dans l'épreuve par équipes avec Thomas Lurz et Jan Wolfgarten. En 2013, elle remporte la médaille d'or dans cette même épreuve aux Mondiaux de Barcelone.

## Palmarès

### Championnats du monde
- Championnats du monde 2011 à Shanghai (Chine) : 
  -  Médaille de bronze dans l'épreuve par équipes
- Championnats du monde 2013 à Berlin (Espagne) : 
  -  Médaille d'or dans l'épreuve par équipes
- Championnats du monde 2015 à Kazan (Russie) : 
  -  Médaille d'or dans l'épreuve par équipes

### Championnats d'Europe
- Championnats d'Europe 2014 à Berlin (Allemagne) : 
  -  Médaille d'or du 5 km contre-la-montre
  -  Médaille de bronze dans l'épreuve par équipes